# Real Jardín Botánico Juan Carlos I
El Real Jardín Botánico Juan Carlos I es una institución creada en 1990, que actualmente tiene activas 22 hectáreas de extensión, culminando su expansión hasta las 26 hectáreas. El proyecto toma forma gracias al impulso de la Universidad de Alcalá y la colaboración de la Comunidad de Madrid.
Es miembro de la Asociación Ibero-Macaronésica de Jardines Botánicos, y del BGCI, presentando trabajos para la Agenda Internacional para la Conservación en los Jardines Botánicos.
El código de identificación internacional del Real Jardín Botánico Juan Carlos I como miembro del "Botanic Gardens Conservation International" (BGCI), así como las siglas de su herbario es ALCA.

## Localización
Se encuentra situado en:
Campus de la Universidad de Alcalá. Calle 36, frente a los antiguos hangares. 28805 Alcalá de Henares (Madrid) España. (Salida 32 de la Ctra. A2, dirección Madrid-Barcelona).
- Promedio anual de precipitaciones: 418 mm
- Altitud: 595,00 metros
- Área total bajo cristal: 1500 metros
- Área total en sombreado: 810 metros

## Historia

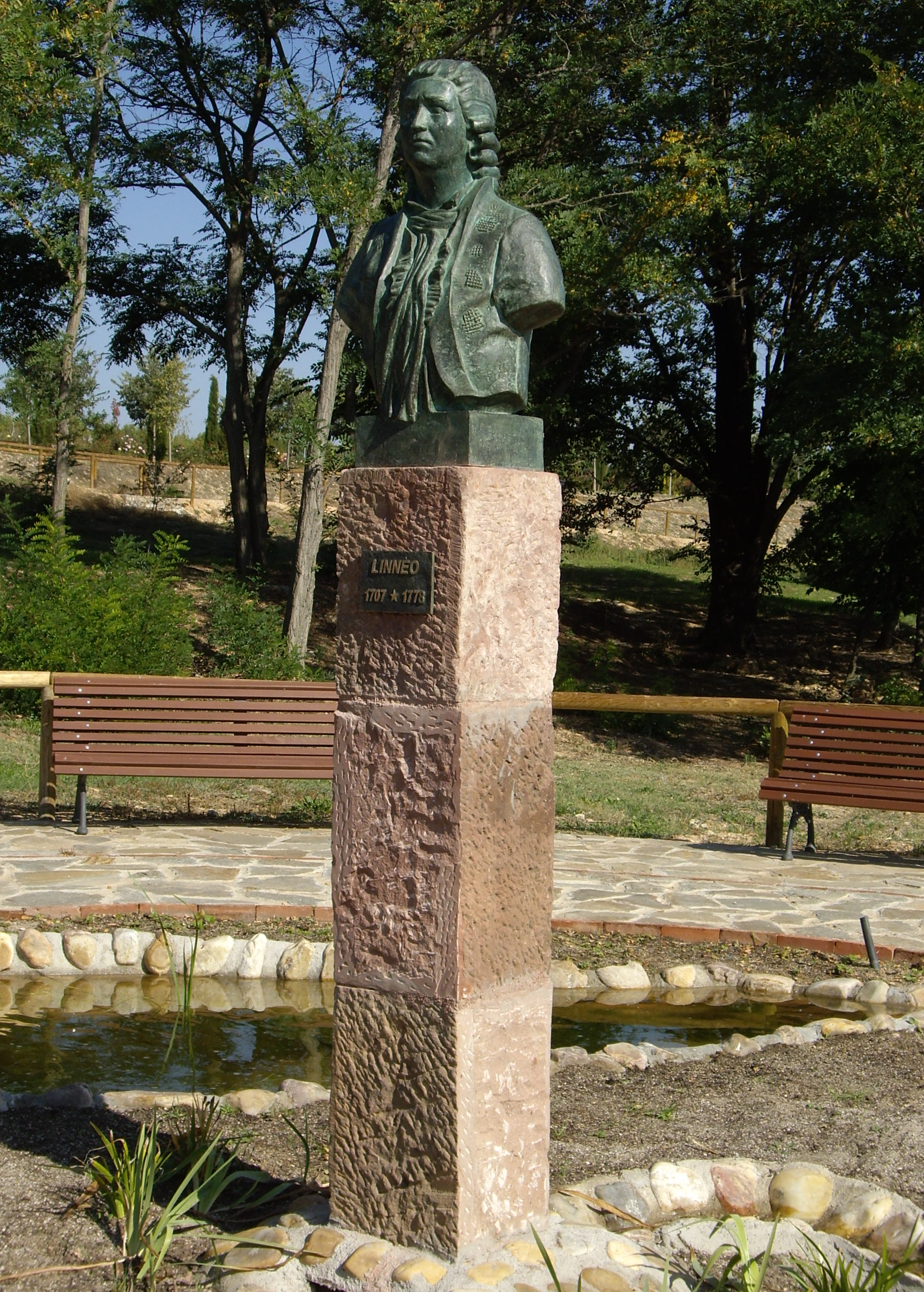
Escultura dedicada a Linneo

Integrado en la Red Internacional de Jardines Botánicos, persigue objetivos conservacionistas, culturales, de investigación y recreativos. Fue inaugurado en 1994, estando prevista la finalización del proyecto para finales del 2016.
- 1990 Se constituyó la Oficina Técnica del Jardín Botánico, con la misión de redactar y ejecutar los proyectos que conformarían el Jardín.

- 1991 Se otorgaron por la Comunidad Económica Europea los fondos FEDER, de desarrollo regional, que permitirían la construcción de los viveros como motor de desarrollo del proyecto.

- 1992 Se terminó la construcción del Vivero, que empezó a permitir un programa de producción y aclimatación de plantas, obtenidas a través de intercambio con jardines botánicos de todo el mundo, de recolecciones, donaciones y puntuales adquisiciones, que permitiría el desarrollo posterior de cada recinto temático del Jardín.

- 1993 Se aprobó, por el Excmo. Ayuntamiento de Alcalá de Henares, con el visto bueno de la Comunidad de Madrid, el Plan Parcial de Ordenación Urbana del Campus de la Universidad de Alcalá, que incluía el proyecto de creación de este Real Jardín. Se construyó la infraestructura del Jardín Taxonómico.

- 1994 Comienzan las primeras plantaciones en el Jardín Taxonómico a partir de donaciones del Ayuntamiento de Madrid y el Real Jardín Botánico de Madrid.

- 1995 Comenzó a desarrollarse el Programa de Educación Ambiental, que hasta 2005 se calcula que ha llegado a cerca de 80 000 escolares y estudiantes y se ha completado con la edición de una amplia serie de publicaciones. Se realizó la plantación de 12 000 plantones de encina en la finca experimental del Jardín Botánico, anexa al campus universitario, con una subvención de la Comunidad de Madrid en el marco del Plan Nacional de Forestación. Desde entonces dicha finca se incluye en las actividades de divulgación sobre repoblaciones que desarrolla el Jardín Botánico.

- 1996 Obras de Adaptación del Invernadero donado por la Universidad Complutense de Madrid para su conversión en un “minitropicarium” de exhibición de cactus y plantas tropicales.

- 1997 En enero se iniciaron las primeras plantaciones del Arboreto de Exóticas y a finales de dicho año comenzaron las primeras plantaciones en el Arboreto de Coníferas. Ese mismo año se abre al público el Crassuletum (cactus y crasas) e Invernadero de Exhibición y se inicia la Huerta. También se constituyó la “Asociación de Cactófilos del Real Jardín Botánico Juan Carlos I” (ACUA).

- 1998 En marzo se abrió al público el Arboreto Ibérico. Se creó la Asociación “Círculo del Bonsái del Real Jardín Botánico Juan Carlos I”. En diciembre, en su reunión de Kyoto, la UNESCO reconoció a la Universidad de Alcalá como Patrimonio de la Humanidad, sancionando así su trayectoria histórica, el esfuerzo colectivo de recuperación de su patrimonio y su papel en la difusión de la lengua y la cultura españolas.

- 1999 Se finalizó la redacción del proyecto del “Parque de Flora Regional”, de 12,3 Ha que incluía la zona de comunidades naturales y la huerta ecológica (posteriormente se añadiría la escuela sistemática y el jardín fluvial (humedales) y se iniciaron sus primeras plantaciones. Se abrió al público el Orquidearium, que incluye algunas de las plantas tropicales traídas de América para el recinto de la Expo 92, y se terminaron las plantaciones del arboreto de Coníferas, reuniéndose hasta la fecha, en el conjunto de los tres arboretos, una colección de casi mil especies diferentes, con cerca de 2000 árboles.

- 2002 Ampliación del arboreto de Exóticas y del arboreto de Coníferas.

- 2003 En enero se presenta el dossier del Jardín Botánico a S.M. El Rey. En mayo, el presidente de la Comunidad de Madrid en funciones, Alberto Ruiz Gallardón, y el rector, Virgilio Zapatero, firman el convenio para el desarrollo y consolidación del Real Jardín Botánico Juan Carlos I y a este efecto, el acuerdo de 28 de mayo del Consejo de Gobierno de la Comunidad de Madrid aprobó el Plan de Actuación para la promoción y desarrollo del Jardín Botánico en la Universidad de Alcalá, con una vigencia desde el año 2003 hasta el año 2006. Construcción y plantación del Túnel de Cycadales y del Túnel de la Huerta. Ampliación del Parque de Flora Regional. Incorporación de la señalización general.

- 2004 Construcción de la Rosaleda “Ángel Esteban” Construcción de la infraestructura (bordillos y riego) de las Escuelas Sistemáticas (Flora Regional) e inicio de las plantaciones. Acondicionamiento del mirador del Paseo de los Pinos (Arboreto Ibérico). Inicio de las obras del Jardín Fluvial (Humedales) cuya terminación se llevaría a cabo a finales de 2006.

- 2005 Inauguración de la rosaleda por Esperanza Aguirre, presidenta de la Comunidad de Madrid, que plantó el rosal expresamente creado para el evento: "Rosa Comunidad de Madrid". Construcción del primer recinto externo: Parque de Leguminosas, iniciado a finales del año anterior. Primeras plantaciones de la Escuela Sistemática (Flora Regional). Impermeabilización de la laguna del Parque Fluvial.

- 2006 Terminación de la construcción de la laguna, pérgola este, plataforma panorámica y arroyo del humedal. Construcción del aljibe de aguas pluviales y riego, ubicado bajo lo que será el Auditorio. Construcción del almacén y edificio de servicios y vestuarios del vivero.

- 2007 Inauguración de la Plaza de Linneo, en el tercer centenario de su nacimiento, e instalación de la exposición permanente sobre su vida y su obra. Construcción del observatorio de aves del Parque Fluvial. Construcción del módulo de energías alternativas, así como del arroyo artificial cuyas aguas impulsa este.

- 2008 Se inician las obras del Edificio de Servicios del Jardín Botánico. Comienzan las plantaciones en las Escuelas Botánicas de Flora Regional. Construcción de servicios y adecuación del Aula de Naturaleza del Arboreto Ibérico. Construcción de la Bodega en el área enológica. Acondicionamiento de un área de compostaje didáctica en el recinto de la huerta.

- 2009 Construcción de la colina que rodeará el Auditorio. Construcción del “Kiosco de La Paz” en el extremo este de la rosaleda. Construcción de caminos de acceso al observatorio de aves.

- 2010 en junio se pone en funcionamiento el Edificio de Servicios, que alberga las oficinas, salón de actos, galería de exposiciones y conserjería-tienda del jardín botánico, constituyéndose como entrada de visitas principal y única, dotada con aparcamiento para 140 vehículos. En noviembre se inaugura el Auditorio, con la celebración de la primera “Noche de los investigadores” en la Universidad de Alcalá.

- 2011 En noviembre se inaugura, en el aparcamiento del Jardín Botánico, el primer punto de recarga de vehículos eléctricos de Alcalá de Henares el cual, por estar alimentado con energía solar, se constituye en la primera “fotolinera” que se pone en servicio en España.[5][6][7] Se traslada el Banco de Germoplasma desde el vivero al nuevo edificio de Servicios del Jardín Botánico.[8]

## Colecciones o recintos temáticos

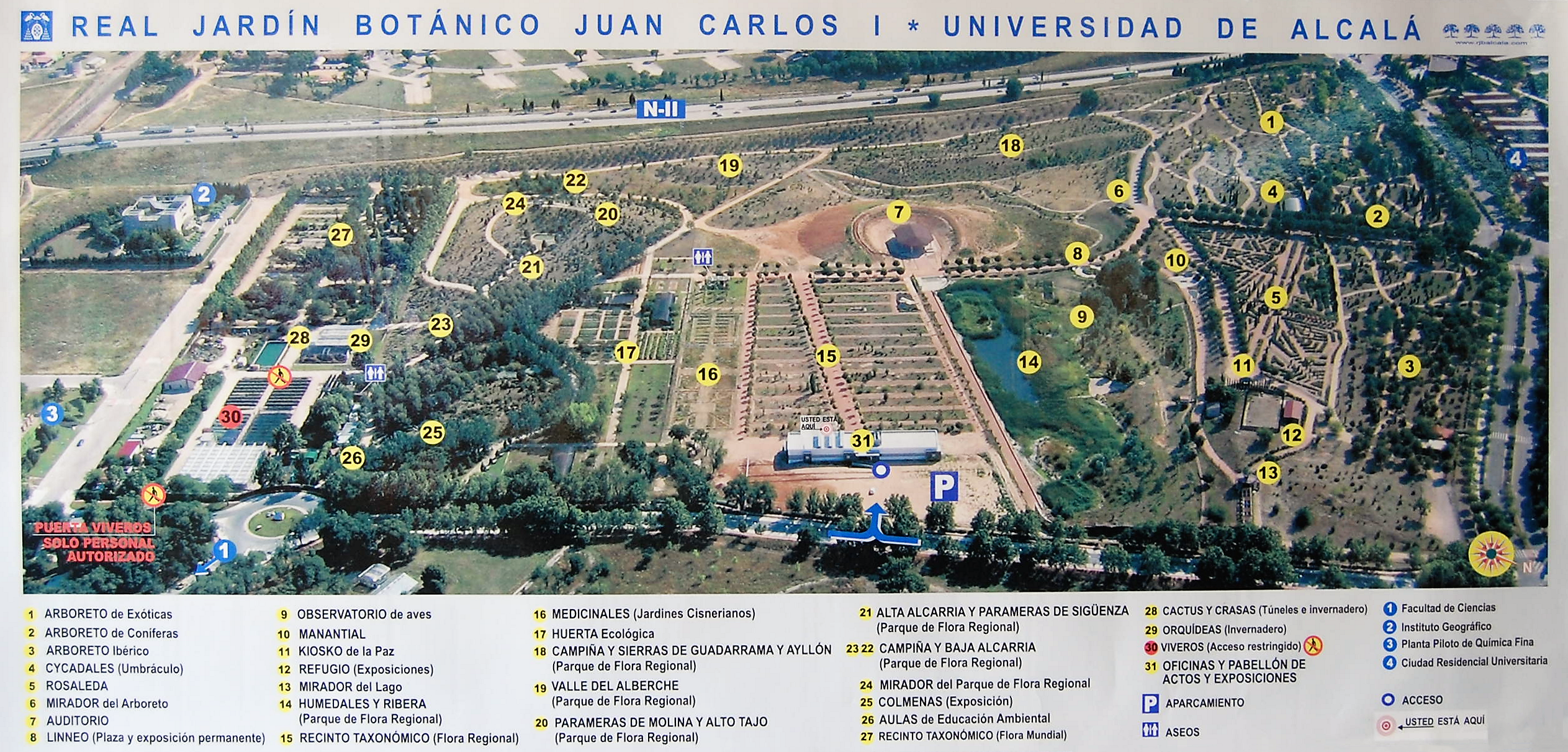
Plano general de las instalaciones del Real Jardín Botánico Juan Carlos I

El Real Jardín Botánico Juan Carlos I responde a los objetivos de conservación, divulgación y estudio de la flora y del medio ambiente, impulsados por la Universidad de Alcalá.

### Flora mundial. El jardín taxonómico
Se trata de la colección más antigua, iniciada en 1992. El recinto ocupa un rectángulo de 1,5 Ha situado en el extremo sur del Jardín, con un diseño de parcelas o tablas de cultivo en doble peine. Alberga cerca de 3000 plantas de más de 1500 especies diferentes, de todo el mundo y aclimatables al exterior, constituyendo una lección completa de botánica sistemática en la que están representadas las principales familias botánicas.
Ordenado taxonómicamente, por familias y géneros, según el criterio evolucionista que George Ledyard Stebbins expuso en 1974 en su obra Flowering Plants-Evolution above the species level, proporciona una visión general del mundo vegetal en el orden en que fue apareciendo sobre la Tierra. Es una de las colecciones principales del Jardín Botánico, con plantas de todos los continentes que se obtienen mediante el intercambio anual de semillas con más de doscientos jardines de todo el mundo. El recinto está desarrollado aproximadamente en un 90% de su capacidad, admitiendo ya muy pocas nuevas inclusiones por los problemas de desarrollo y sombra que comienzan a crear las plantas de mayor porte. Fundamentalmente se han incluido árboles, arbustos y herbáceas perennes, habiendo escasa representación de hierbas anuales por su exigencia de continua replantación.
Destacan los magnolios de hoja caduca, la Gleditsia africana de feroces espinas, arbustos de olor, frondosas y trepadoras.

### Flora ibérica. El arboreto ibérico

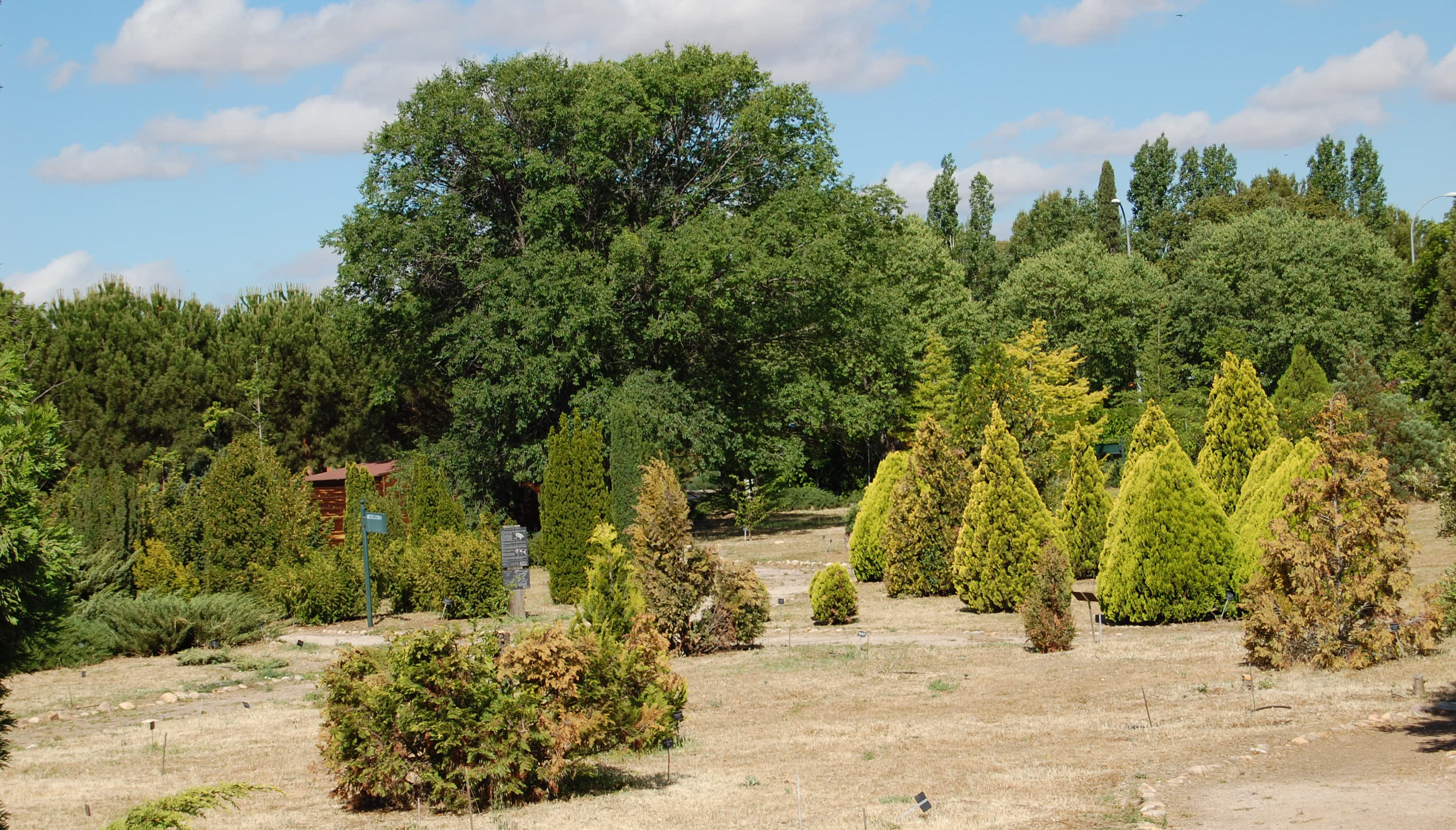
Arboreto ibérico

Este recinto, de algo más de una hectárea, se encuentra en el extremo nordeste del Jardín, en la zona más próxima a la Facultad de Farmacia. Su visita nos ilustra con una noción completa de las formas en las que la vegetación arbórea y su diversidad se expresan en nuestro territorio, pues encontraremos todos y cada uno de los árboles que hallaron en la Península las condiciones ecológicas que necesitaban para prosperar, o los que aún permanecen como reliquias de otras condiciones climáticas y físicas del pasado.
Para completar las posibilidades didácticas de este recinto se han ido realizando también numerosas plantaciones de arbustos, con el objetivo de reunir los más representativos de la península, prestándose especial atención a aquellos que forman paisaje.
Entre otras especies destacan los abetos andaluces (pinsapos), la colección de sauces, los olmos resistentes criados de semilla, las quercíneas españolas (encinas, coscojas, quejigos, robles y alcornoques) y la representación de especies del matorral mediterráneo: cornicabras, jaras, papilionáceas, tomillos, brezos, etc. Es muy llamativo el desarrollo y la cobertura que alcanza en algunos puntos la gayuba.
El recorrido puede hacerse siguiendo 17 hitos numerados y documentados mediante paneles temáticos deteniéndonos ante cada árbol, comparándolo con las especies o los géneros más próximos, estudiando la información que se proporciona en cada parada y, en definitiva, obteniendo una visión completa y detallada de cada uno de ellos.

### Flora regional
Como no podía ser de otra manera, este recinto es el más extenso del Jardín, ocupando cerca de 12 Ha y en él se informa sobre la diversidad de la flora más próxima (Escuela Sistemática), se muestran las agrupaciones o comunidades vegetales en las que las plantas se agrupan y forman paisaje (Comunidades Naturales) y se exponen y documentan los cultivos tradicionales en nuestra región (Huerta Ecológica). Al entorno se suma un Humedal o pequeña laguna donde se recrean las comunidades de ribera y que sirve como elemento regulador del microclima del entorno y recurso privilegiado para la fauna del Jardín.

#### Escuela sistemática
El recinto, de 1,5 Ha, está diseñado como un doble trapecio con 28 parterres alineados en los que se ordenan taxonómicamente las plantas de la Flora de Madrid y de Guadalajara por familias, géneros y especies; hasta el momento se ha reunido una colección que incluye cerca de 600 especies distintas de la flora regional obtenidas principalmente de semilla e intercambio.
La colección es la más moderna del Jardín, por lo que los ejemplares aún no han alcanzado el porte esperado. La ordenación sistemática permite encontrar fácilmente las diferentes especies, apreciarlas en primer plano y compararlas con las más próximas, así como familiarizarse con la flora de nuestra región.

#### Comunidades naturales

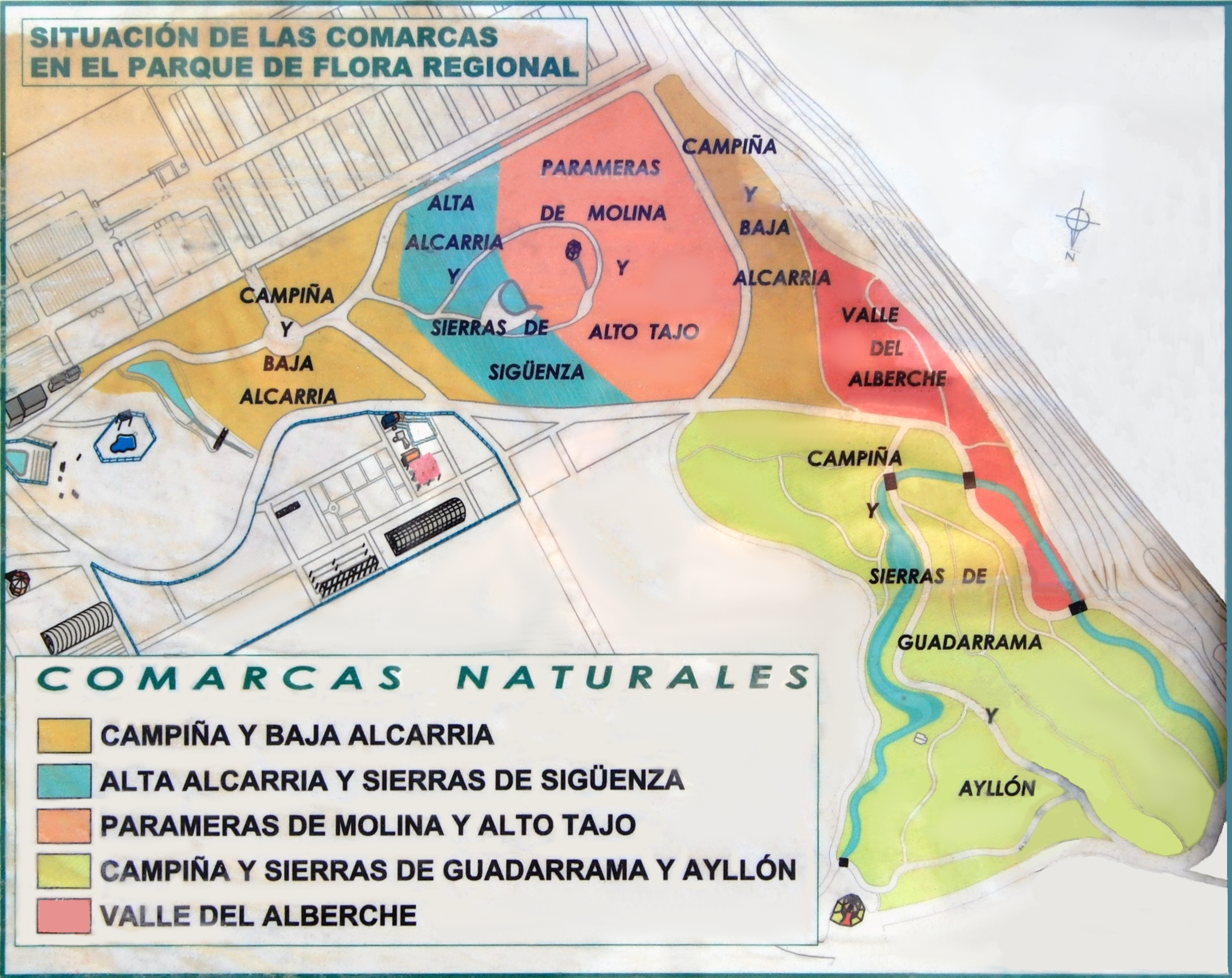
Plano del parque de flora regional de Madrid y Guadalajara

El recinto se extiende en 7 Ha en las que se expone la Flora de Madrid y de Guadalajara en una ordenación paisajística formada por combinaciones de las especies que representan las principales comunidades o asociaciones en las que se organiza y distribuye la flora regional a lo largo del territorio.
Se muestra la vegetación autóctona, desde la de las más altas cumbres de Guadarrama y Ayllón, hasta la de las campiñas, pasando por las parameras, los encinares y demás bosques, los matorrales y, en menor medida, los herbazales. Las plantaciones se han hecho sobre una serie de colinas y elevaciones artificiales, de 6 a 22 m de altura, constituidas por aportes de tierra cedida, traída y modelada por constructores locales. Las colinas conforman dos valles sobre los que se han construido sendos arroyos, uno nutrido por una surgencia de una antigua canalización pluvial árabe y por un pozo y el otro simplemente marcado por alineaciones de piedras y la excavación del talud (arroyo seco). En el primero el agua se bombea desde un pequeño estanque utilizando únicamente energía solar y eólica, lo que ha propiciado su conversión en un modelo didáctico para divulgación sobre energías alternativas.

#### Humedales
Formados por un lago artificial de 1 Ha y la ladera que lo circunda por el norte. En su entorno se representan los paisajes vegetales asociados a los ríos y zonas húmedas de la comarca, sirviendo para acercarnos a los sotos y riberas, su composición y sus aprovechamientos tradicionales. Al estar diseñado para ser visto desde fuera, recorriendo su perímetro sin acceder al interior, se ha constituido en el principal refugio de la fauna ya existente y de la que ha acudido desde el vecino río Henares por las favorables condiciones de este jardín fluvial.

#### Huerta ecológica
La huerta del Jardín Botánico ocupa 1 Ha y cuenta con más de 50 variedades de plantas hortícolas cultivadas bajo las normas de la agricultura ecológica y supervisadas por el Comité de Agricultura Ecológica de la Comunidad de Madrid. Una amplia zona ha sido destinada a cultivos agrícolas tradicionales como cebollas, berenjenas, alcachofas, lechugas, tomates, pimientos y la práctica totalidad de las cultivadas en la comarca. Se han establecido tanto cultivos de vega (alfalfa, espárrago o mimbreras), como cultivos de secano y plantas aromáticas, condimenticias y medicinales, así como los frutales típicos de la región y algunos otros menos corrientes como el azufaifo y los kiwis. También se dispone de una importante colección de vides, con casi 20 variedades distintas y de las que algunas se utilizan para elaborar un vino propio del Jardín.
Recientemente se ha comenzado a desarrollar un recinto de Huerta Alternativa, con plantas silvestres que pueden aprovecharse como comestibles y, más importante aún, se está trabajando para tratar de recuperar y conservar las variedades locales tradicionales de la región.

### Colecciones especiales
Se trata de seis colecciones que por diferentes oportunidades se han iniciado en el Jardín Botánico y que por su contenido actual son ya muy relevantes y constituyen un elemento identificativo de este Jardín.

#### Cicadales

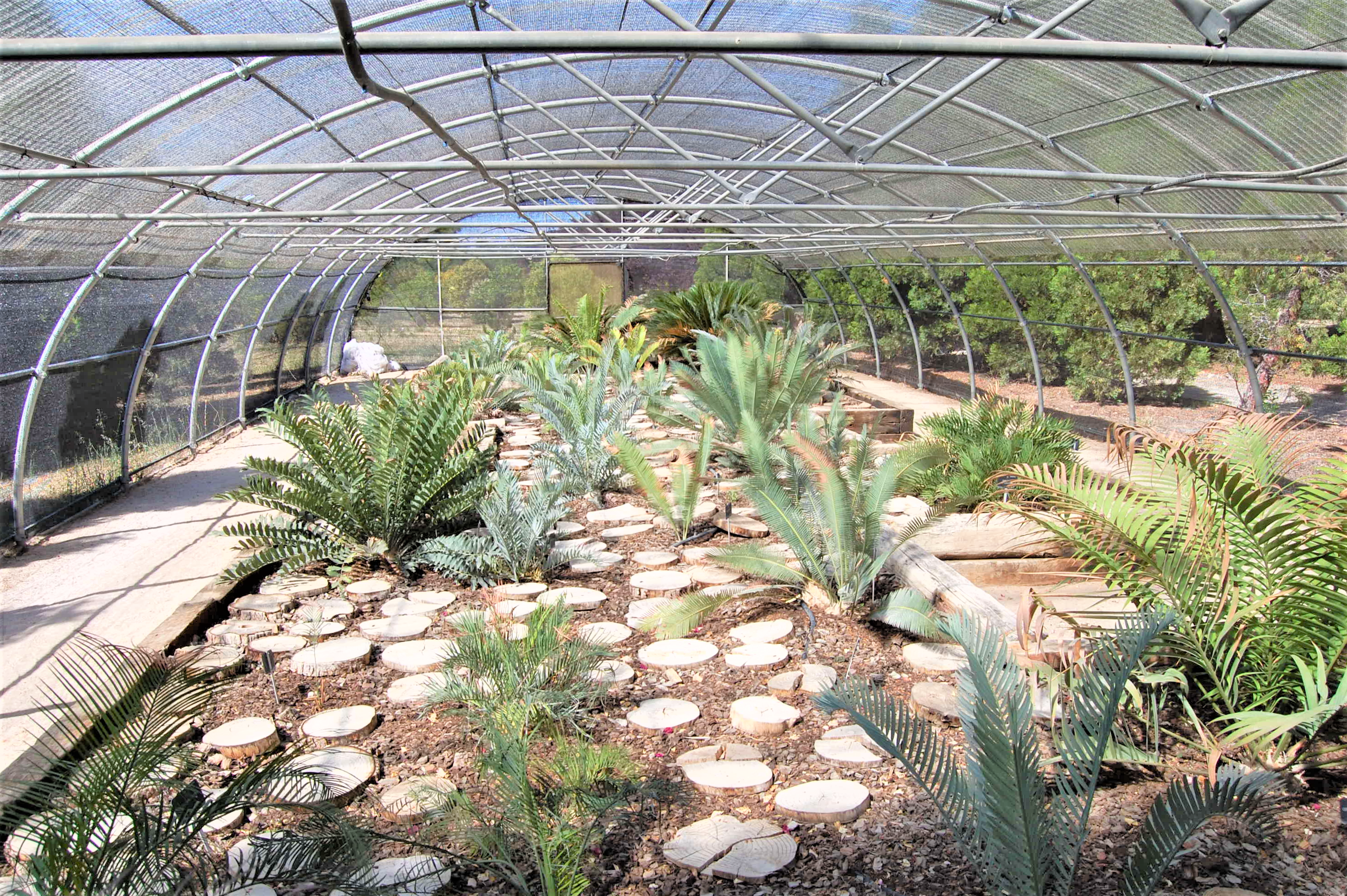
Invernadero de cycadales

El Túnel de Cicadales alberga una colección de las coníferas más primitivas (cicadáceas, stangeriáceas, zamiáceas), que por su origen tropical o subtropical no resisten las heladas. Estas plantas son auténticos fósiles vivientes, con más de 300 millones de años de historia, muy escasas ahora pero abundantísimas en la época de los dinosaurios, cuando junto a los ginkgos y las coníferas dominaban la Tierra. Parecen pequeñas palmeras y sin embargo están emparentadas muy de cerca con los pinos y abetos. Se encuentran protegidas dentro de un túnel porque son subtropicales y muy sensibles a las heladas y a la desecación. La más conocida es la Cycas revoluta, y la más exótica Dioon. En la instalación hay representantes de diferentes especies de 8 géneros de cicadales, faltando solamente los 3 géneros tropicales, que no son aclimatables.

#### Arboreto de coníferas

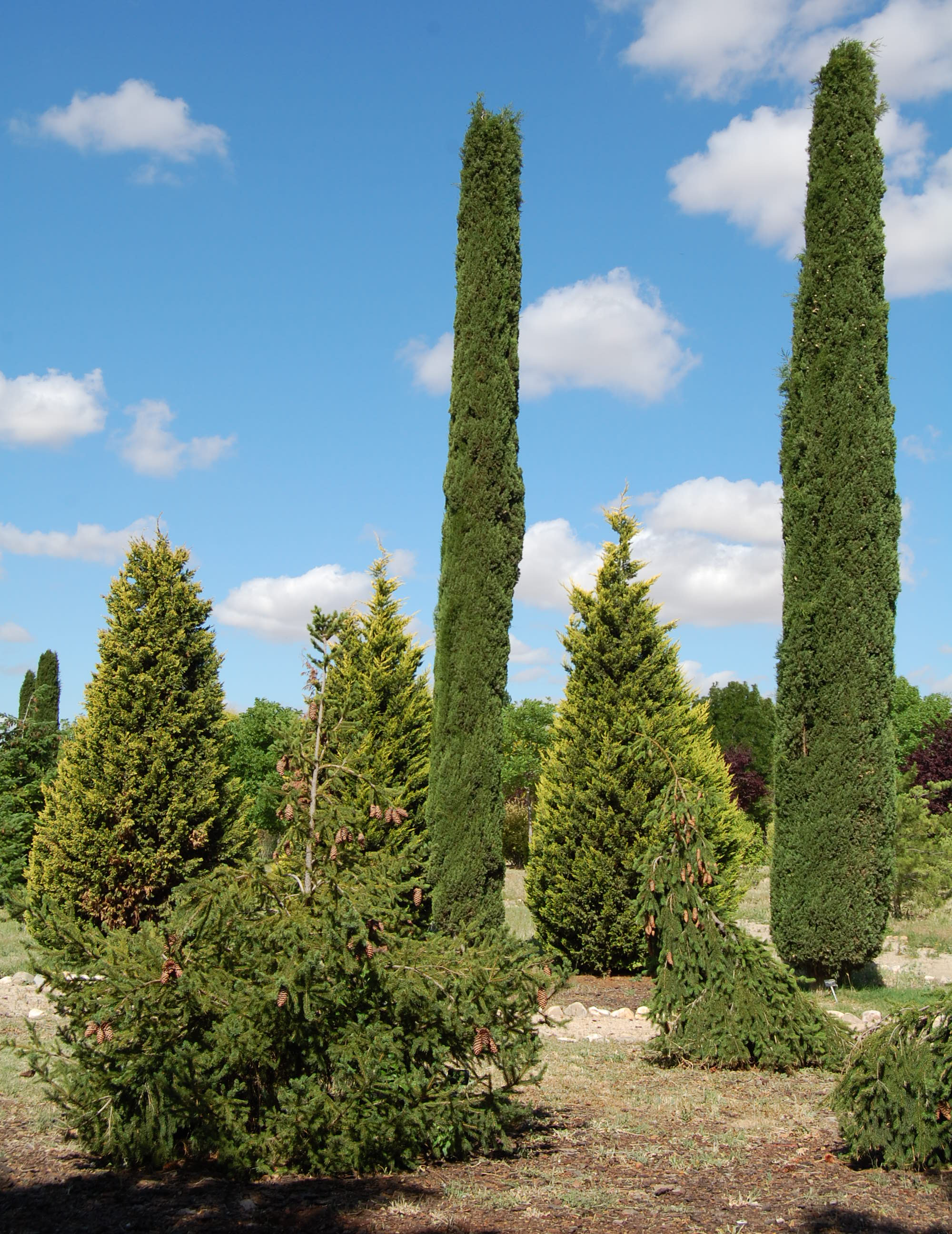
Arboreto de coníferas

Constituye la colección que rodea al acceso norte o puerta antigua del jardín botánico. Contiene cerca de 500 ejemplares pertenecientes a 226 especies, subespecies o variedades distintas, algunas de ellas muy poco comunes en nuestro país, como el abeto de Corea, la sabina de China o el pino de Bosnia y otras, con formas péndulas o retorcidas extraordinariamente singulares. Los árboles más antiguos (plantados en 1990) son las secuoyas. Destacan también las nutridas colecciones de Juniperus, de Picea y de Chamaecyparis; son también muy interesantes el araar, endemismo ibérico y norte-africano poco conocido, las criptomerias, los alerces, los cipreses calvos y las secuoyas. Las cupresáceas más raras son Cephalotaxus, Cunninghamia y Metasequoia, y la familia más exótica: la sciadopityaceae, endémica de Japón.

#### Arboreto de exóticas

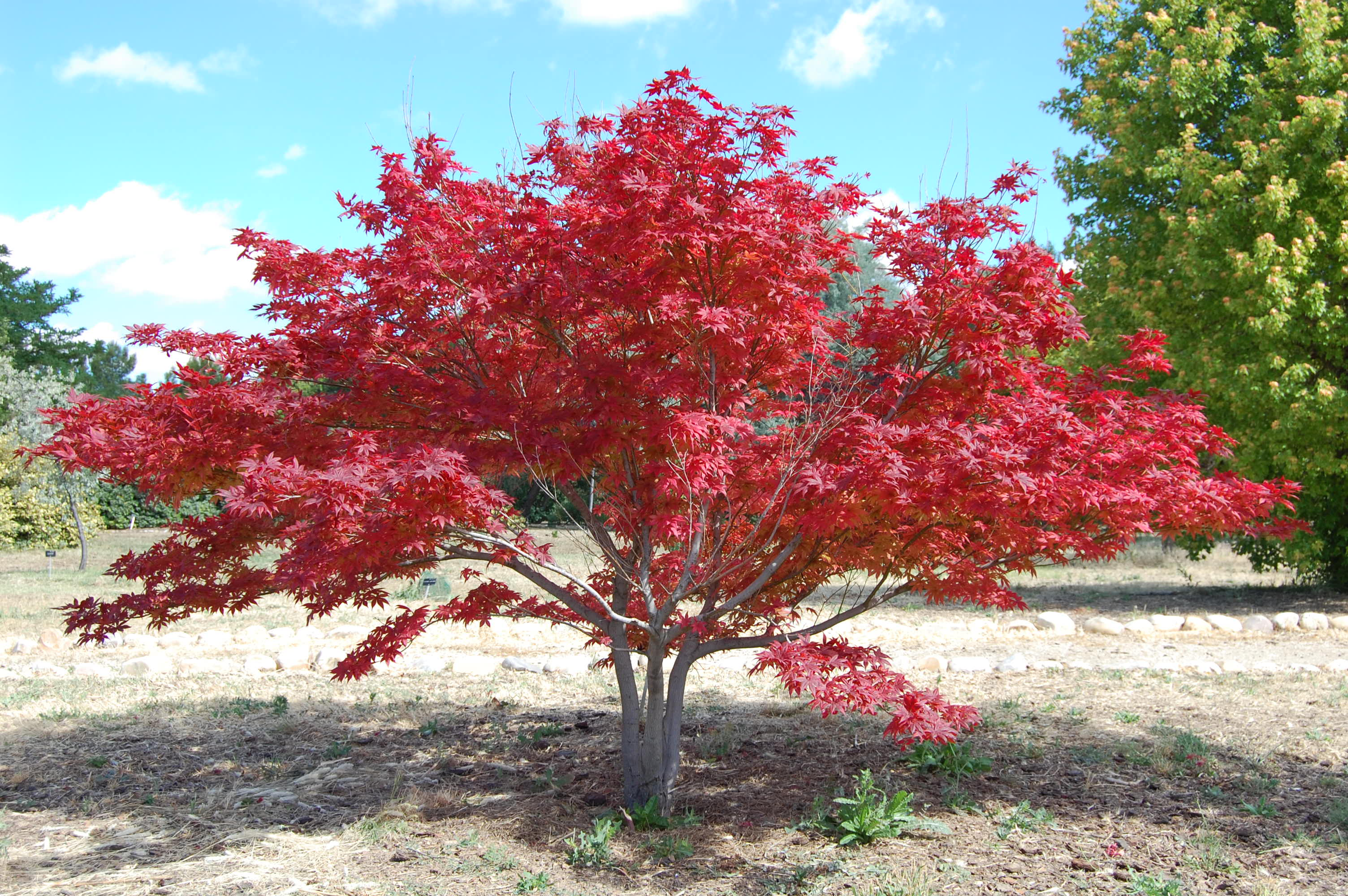
Arboreto de exóticas: Acer Palmatum Ornatum

En el extremo Noroeste del Jardín se ubica la colección de árboles alóctonos, aquellos que no se dan de forma natural en España pero que pueden aclimatarse con bastante éxito, junto a las variedades ornamentales de muchos otros obtenidos por el hombre. Las especies más singulares de la colección son la morera de papel, los robles americanos, distintas variedades de hayas, los cerezos de flor, el árbol de las pelucas o el árbol de Júpiter.
La colección del Arboreto de Exóticas del Real Jardín Botánico Juan Carlos I tiene como valor fundamental la altísima diversidad de árboles y arbustos que encierra. Su recorrido nos permite ampliar nuestros conocimientos sobre el arbolado, tanto en lo relativo a la flora de países lejanos, como en la aplicación inmediata que se obtiene observando plantas que pueden crecer al exterior con nuestro clima, aumentando las posibilidades de elección de especies, portes y utilidad para nuestros jardines.
El Arboreto de Exóticas hasta el momento está formado por 580 taxones que pertenecen a 73 familias, 203 géneros, 449 especies y 131 variedades de jardinería o cultivares, estos últimos parecidos a la especie natural de la que proceden pero mostrando alguna variación en cuanto al color de sus flores o de sus hojas, el porte, los frutos, etc.

#### Rosaleda “Ángel Esteban”
La rosaleda, en un recinto de 1 Ha especialmente diseñado para albergarla, se inició con la donación de la colección de Ángel Esteban González que incluye una mayoría de híbridos de té junto a rosales antiguos, trepadores, rosales premiados en diferentes concursos internacionales y rosales miniatura. Paralelamente se trasladó al recinto la colección de rosales silvestres desarrollada en el Jardín Botánico, constituida fundamentalmente por especies botánicas (precursoras) y sus híbridos.
La colección de Ángel Esteban cuenta con 3500 ejemplares, de casi 600 variedades diferentes; varios de ellos históricos, algunos del siglo XVIII y siglo XIX y, la mayoría, de principios del siglo XX. 285 de estas variedades son exclusivas, pues solo se encuentran en esta colección. En 2004 se obtuvo la rosa "Comunidad de Madrid", dedicada a todos los madrileños amantes de la belleza de la naturaleza, y en 2007 se obtuvo la rosa "Paz", que se dedicó a todas las víctimas de la violencia terrorista.

#### Orquidearium (minitropicarium)

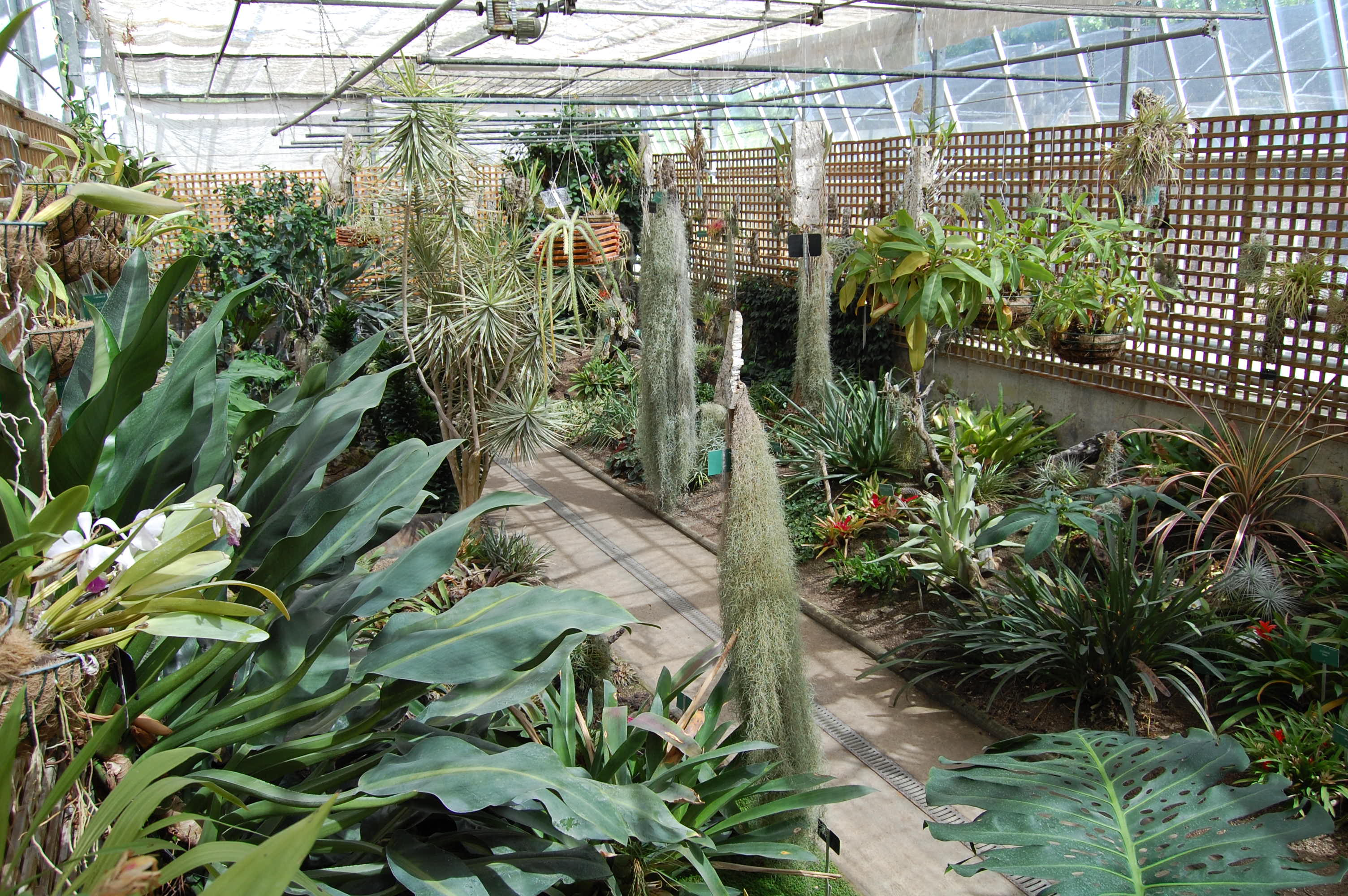
Orquidearium

El minitropicarium es un invernadero de investigación cedido por la Universidad Complutense que se ha modificado eliminando compartimentos y excavando el suelo bajo la cota del terreno para conseguir más altura útil para las plantas. En la actualidad el espacio está compartido por cactáceas (en tres compartimentos) y plantas tropicales en el compartimento mayor, donde también se ubica una colección de casi 300 especies de orquídeas enmarcadas entre 360 especies del bosque tropical. En esta última sala se ha incluido una colección inicial de 30 orquídeas cubanas, completada por otra nueva colección de 280 orquídeas tropicales junto a 360 especies diferentes del bosque tropical entre las que sobresale por su interés una pequeña colección de carnívoras, así como otra de plantas epifitas entre las que destacan las cactáceas de esta naturaleza, una pequeña colección de helechos tropicales, otra de begonias y otras curiosidades del Trópico. Todas ellas expuestas entre plantas trepadoras, arbustos y arbolillos tropicales, troncos secos y plantas colgantes que recrean un recinto extraordinariamente frondoso, denso y tupido.
En el futuro todo el invernadero (400 m) se va a dedicar a tropicarium, cuando se traslade parte de la colección de cactáceas y crasas que actualmente se ubican en las salas anejas.

#### Cactus y crasas

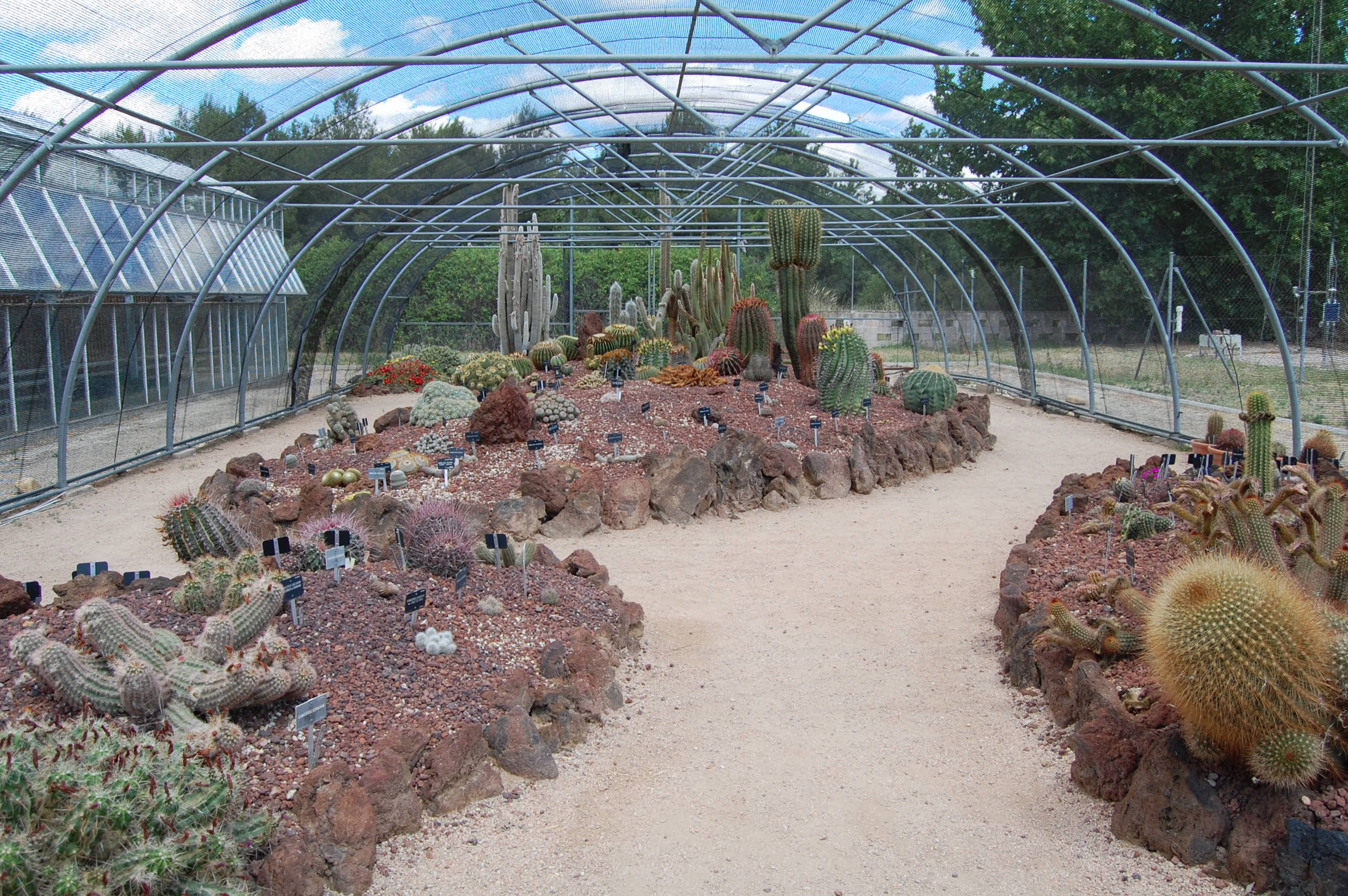
Invernadero de cactus

Esta colección es una de las mayores de Europa por su diversidad: más de 3000 plantas, 1853 especies diferentes de cactus (la mayor colección española, con 105 géneros de los 113 descritos a nivel mundial) acompañadas de otras familias de plantas suculentas o crasas. Se cultivan provisionalmente en tres salas del minitropicarium, así como bajo una cubierta adosada a este y un túnel de aclimatación. Estas instalaciones constituyen una ubicación provisional, pues está prevista la construcción de varios invernaderos y umbráculos modulares, en la zona central del Jardín Botánico, donde se trasladarán las colecciones para su plantación definitiva fuera de las macetas actuales. El desarrollo de la colección ha conllevado la creación de la Asociación de Cactófilos de la Universidad de Alcalá (ACUA), que organiza reuniones de formación y trabajo así como viajes y otras actividades relacionadas siempre con el mundo de los cactus.

## Elementos complementarios
Además de los recintos expositivos el Jardín Botánico cuenta con elementos complementarios que potencian su desarrollo y función divulgativa e investigadora:
- Edificio de servicios (oficinas, salón de actos, sala de exposiciones).
- Auditorio cubierto (con capacidad para 250 personas) con iluminación.
- Zona educativa con dos aulas cubiertas y tres al aire libre.
- Aula apícola
- Aula laboratorio
- Ludoteca Casa de los insectos
- Jardín de Medicinales
- Viñedo didáctico
- Banco de semillas, incluido en la Red de Bancos de Germoplasma de la Asociación Íbero-Macaronésica de Jardines Botánicos, donde se conservan en condiciones que garantizan su viabilidad las semillas de las plantas del Jardín para futuras plantaciones o reposiciones y para intercambio e investigación científica.
- Aparcamiento con capacidad para 6 autobuses y 140 vehículos.
- Vivero de producción y aclimatación, de 1 ha.

El vivero ha sido y continúa siendo el motor fundamental del Jardín Botánico: la unidad de producción y aclimatación que garantiza el crecimiento y las reservas de las plantas que componen las diferentes colecciones. Las semillas y plántulas obtenidas por los programas de intercambio o por recolección directa en su ambiente natural, se siembran y aclimatan en estas instalaciones hasta el momento de su plantación definitiva en el Jardín.
Es un recinto de una hectárea destinado a la producción de plantas para el ajardinamiento del campus y del Jardín Botánico, con eras e invernaderos de producción, túneles de aclimatación, almacenes de sustratos y parque de maquinaria. Anualmente se obtienen en el recinto, a partir de semillas, una media de 500 especies de plantas nuevas para las colecciones botánicas y de algo más de medio centenar de especies de planta frecuentemente recibe visitas guiadas de grupos escolares, profesores, investigadores, técnicos o estudiantes. Contiene un invernadero de producción de 1000 m² de superficie, compartimentado en cuatro recintos, uno de los cuales, de 330 m², se dedica a la custodia de las plantas tropicales que forman parte de la colección científica del Jardín Botánico y cuyo destino final será el Tropicarium que se construirá en el núcleo central del Jardín Botánico. Una parte de estas plantas se ha trasladado ya a un Minitropicarium o invernadero de exhibición, componiendo las colecciones del Orquidearium y del Crassuletum.
Otra nave de 335 m² de este invernadero de producción se dedica a la producción de planta de exterior, y la tercera nave, está dividida a su vez en otras dos de igual superficie (115 m²) se reparte entre el excedente y la reserva de cactáceas y plantas crasa. En el vivero se ubica igualmente un túnel de aproximadamente 270 m² reservado a la aclimatación de planta de exterior para el Jardín Botánico y de plantas tropicales en endurecimiento. Contiene también cuatro tablas de cultivo o eras de producción/aclimatación, provistas de sombreamiento que forman una superficie aproximada de 1000 m² útiles, y tres pequeñas parcelas iguales, de unos 1000 m² en total, que se usan como vivero de árboles.

## Xiloteca
La xiloteca se inauguró en 2023 como un recurso científico y pedagógico de la Universidad de Alcalá. Es una colección de maderas del mundo, que cuenta con más de 1200 tablillas clasificadas, etiquetadas y recogidas en fichas accesibles mediante códigos QR, con el objetivo de llegar a las 6000 muestras. Además de una colección de maderas cubanas, de objetos elaborados con madera y de los oficios que han utilizado herramientas de madera.

## Actividades
Entre sus actividades tiene como meta principal la conservación de la biodiversidad, así como la educación y la investigación. Así como la colaboración con otros jardines botánicos e instituciones.

## Equipo técnico
La Oficina Técnica del Jardín Botánico se creó en enero de 1990, como parte integrante de la Oficina Técnica de Arquitectura y Proyectos de la UAH, con un equipo dirigido por Rosendo Elvira Palacio que ha ido ampliándose o reduciéndose según necesidades. Con la función de preparar la documentación ambiental del Plan Parcial de Urbanización del Campus Universitario, aprobado en 1993, y de desarrollar los proyectos del Jardín Botánico Universitario, elaborándolos, orientándolos y participando en su ejecución. Desde 1994 la Oficina Técnica pasó a depender de la Fundación General, que absorbió al personal de la misma.
Desde su creación, esta Oficina también ha promovido, orientado y dirigido, las actividades de las diferentes Casas de Oficios y Escuelas Taller de Jardinería concebidas para colaborar en el proyecto del Jardín Botánico, promoviendo además el desarrollo de convenios de colaboración con el INEM y la Comunidad de Madrid, para la dedicación eventual de trabajadores en prácticas.
En diferentes periodos, con el personal de oficios adscrito, ha ejecutado directamente los trabajos de conservación y desarrollo de la jardinería del campus externo y de los edificios universitarios ubicados en la ciudad, o ha supervisado y/o dirigido los mismos cuando estos se han realizado por contratas externas, por personal de la escuela taller e incluso personal de administración y servicios de la Universidad de Alcalá.
En 2021, Manuel Peinado sustituye a Rosendo Elvira como director del Jardín Botánico.